# Lethrus crypticus
Lethrus crypticus is een keversoort uit de familie mesttorren (Geotrupidae). De wetenschappelijke naam van de soort werd in 1996 gepubliceerd door Král & Olexa.